# Tartar, Graubünden
Tartar  är en ort och tidigare kommun i regionen Viamala i kantonen Graubünden, Schweiz. 
1 januari 2010 genomfördes en kommunsammanslagning, då de dittillsvarande kommunerna Cazis, Portein, Präz, Sarn och Tartar slogs samman under namnet Cazis.